# Mark Tobey
Mark George Tobey (Centerville, 11 dicembre 1890 – Basilea, 24 aprile 1976) è stato un pittore statunitense di arte astratta.

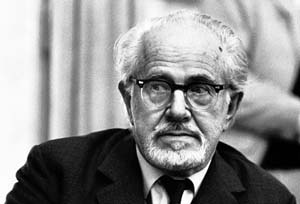
Mark Tobey (1964)

Inizia la sua carriera tra Chicago e New York impegnato come disegnatore di moda. In questi anni si avvicina alla comunità religiosa Bahá'í e resterà per tutta la vita affascinato dai culti orientali. Questo suo profondo amore verso la cultura orientale lo influenzerà sempre nella sua arte e lo spingerà nel 1934 a compiere un viaggio tra Cina e Giappone dove apprenderà l'arte calligrafica che farà partecipare ai suoi lavori tramite la creazione della White Writing (scrittura bianca).
Nel 1928 fonda la Free and Creative School.

## Mostre
- 1928 - Arts Club, Chicago
- 1935 - Art Museum, Seattle
- anni quaranta - Tate Gallery, Londra
- anni sessanta - Galerie Beyeler, Basilea
- 1970 - Art Museum, Seattle